# Jin Shengtan
Jin Shengtan, caratteri cinesi: 金聖歎 , in origine Jin Cai (1610 – 7 agosto 1661), è stato uno scrittore, editore e critico letterario cinese vissuto tra la fine della dinastia Ming e l'inizio della dinastia Qing.

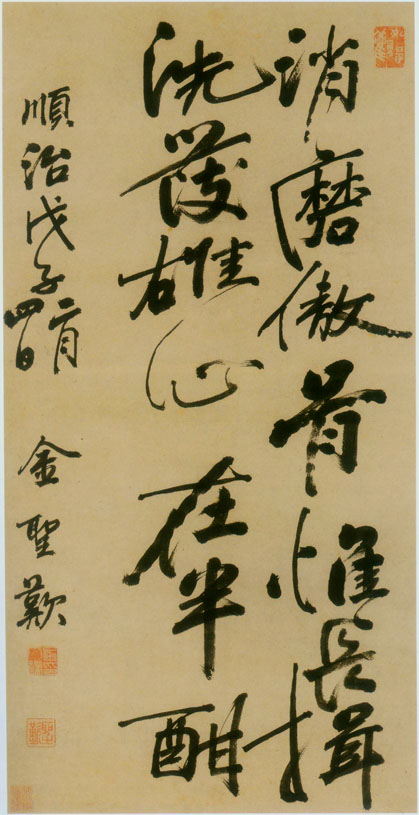
Scritto calligrafico di Jin Shengtan

A lui si deve la migliore edizione critica del romanzo I Briganti.

## Biografia
Critico letterario, pensava di scrivere un'edizione critica di ciascuna delle Sei opere del genio (六才子書) (il Li sao, le Memorie di uno storico di Sima Qian, i poemi di Du Fu, la Storia della camera occidentale, Zhuāngzǐ e I Briganti).
Metteva nello stesso piano le opere in lingua classica e quelle in lingua volgare.
Muore decapitato nel 1661, per aver sostenuto degli studenti che protestavano contro un ufficiale governativo corrotto.